# Pseudohadena lesghica
Pseudohadena lesghica är en fjärilsart som beskrevs av Charles Boursin 1944. Pseudohadena lesghica ingår i släktet Pseudohadena och familjen nattflyn. Inga underarter finns listade.